# Payam Sadeghian
Payam Sadeghian (Tabriz, 29 febbraio 1992) è un ex calciatore iraniano, di ruolo centrocampista.

## Carriera

### Club
Ha giocato nella massima serie iraniana e in quella turca.

### Nazionale
Ha rappresentato le nazionali giovanili iraniane.
Tra il 2012 e il 2014, ha giocato 5 partite con la nazionale maggiore iraniana, realizzandovi anche una rete.